# Bellanca TES

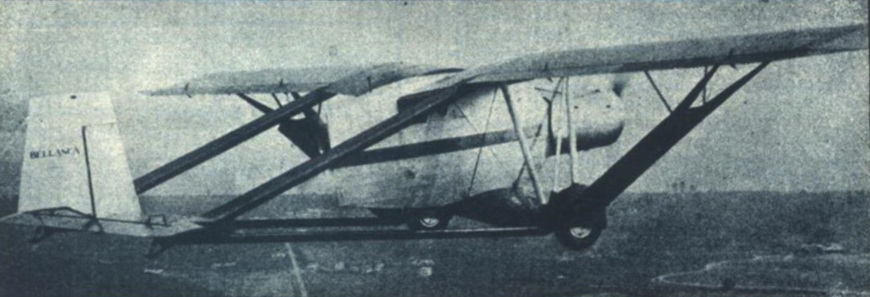
Vista trasera del malogrado TES.

El Bellanca TES (Tandem Experimental Sesquiplane, Sesquiplano Experimental en Tándem) o Blue Streak, fue un avión sesquiplano propulsor-impulsor diseñado por Giuseppe Mario Bellanca en 1929 para el primer vuelo sin escalas de Seattle a Tokio.

## Diseño y desarrollo
Avión de ala alta, el tren de aterrizaje era fijo, con las ruedas principales instaladas en los finales de las alas inferiores, junto con las riostras exteriores de perfil sustentador. Los motores se encontraban, en tándem, en el morro de la cabina, propulsando sendas hélices tripalas (la trasera, a través de un eje transmisor hasta el final de la cabina). Incorporaba dos largueros en cuyo final se encontraba una cola triple. Disponía de un depósito de 8327,9 l en previsión a la realización de vuelos de larga distancia. En 1930, fue equipado con dos motores Curtiss Conqueror de 600 hp y reforzado para prestar servicio en el Chicago Daily News como avión de carga, con el nombre de Blue Streak. Las hélices pasaron a ser bipala la delantera y cuatripala la trasera. El avión se estrelló el 26 de mayo de 1931, cuando el eje de transmisión trasero se rompió debido a vibraciones, muriendo los cuatro ocupantes.

## Especificaciones (con motores Pratt & Whitney Wasp)
Referencia datos: Revista Letec

### Características generales
- Tripulación: Cuatro.
- Longitud: 13,46 m, fuselaje 7,62 m
- Envergadura: 25,35 m
- Superficie alar: 85 m²
- Peso vacío: 3170 kg
- Peso máximo al despegue: 9500 kg
- Planta motriz: 2× motor radial de 9 cilindros refrigerado por aire Pratt & Whitney R-1340 Wasp.
  - Potencia: 317 kW (425 hp) cada uno.

### Rendimiento
- Velocidad nunca excedida (Vne): 240 km/h
- Alcance: 5000-15000 km (Hasta 100 horas de autonomía).

### Secuencias de designación
- Secuencia Nombre (de Bellanca): ← Skyrocket - Skyrocket II - Standard - Tandem Experimental Sesquiplane (TES) - Viking